# Тамакулье
Тамакулье — микрорайон рабочего посёлка Каргаполье (упразднённое в 1969 году село) в Каргапольском районе Курганской области Российской Федерации. В момент упразднения возглавлял Тамакульский сельсовет.

## География
Расположен на р. Миасс (бассейн Иртыша). На противоположном берегу — исторический центр посёлка Каргаполья. С востока — деревня Воронова.

## История
Село Тамакульское входило в Каргапольскую волость Шадринского уезда Пермской губернии.
В 1919 году образован Тамакульский сельсовет.
Решением Курганского облисполкома от 9 января 1969 года с. Каргаполье, с. Тамакулье и д. Зырянка преобразованы в р.п. Каргаполье; упразднены Каргапольский и Тамакульский сельсоветы; образованы Каргапольский поссовет и Тагильский сельсовет.

## Население
| Численность населения, чел. | Численность населения, чел. | Численность населения, чел. |
| 1869                        | 1904                        | 1926                        |
| --------------------------- | --------------------------- | --------------------------- |
| 549                         | 601                         | 648                         |

По переписи населения 1926 года проживало 648 человек, все русские.

## Инфраструктура
В годы Советской власти жители села работали в колхозе «Искра», затем в колхозе имени Чапаева.
Тамакульский дом культуры.

## Транспорт
Проходит автодорога Р-354.